# Apollo 13 (film)
|  | Denne artikel omhandler filmen. For rummissionen, se Apollo 13. |
Apollo 13 er en film fra 1995, instrueret af Ron Howard. Den handler om den uheldsramte og mislykkede Apollo 13 månemission i 1970. Filmens manuskript, skrevet af William Broyles Jr. og Al Reinert, er baseret på bogen Lost Moon af James Lovell, i filmen Jim Lovell og Jeffrey Kluger.
Hovedrollerne spilles af Tom Hanks, Bill Paxton og Kevin Bacon, mens bl.a. Gary Sinise og Ed Harris har nogle store biroller.